# Corrente del Nord Brasile

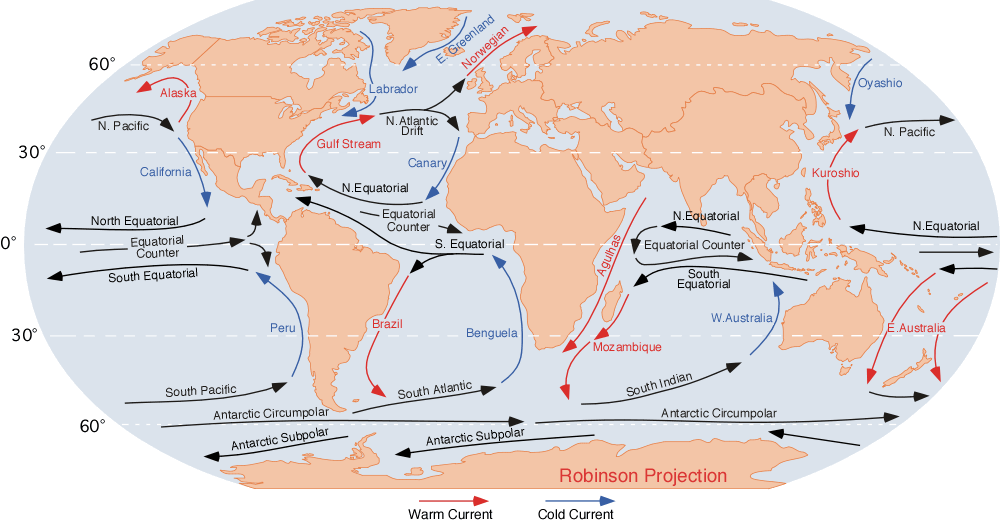
Le principali correnti oceaniche

La corrente del Nord Brasile (abbreviata in NBC dall'acronimo inglese North Brazil Current) è una corrente oceanica calda che fa parte del grande vortice del Nord Atlantico. 
La sua origine è nel punto dove la Corrente Equatoriale Sud diretta verso ovest, si divide in due metà e fluisce verso nordovest seguendo la costa settentrionale del Brasile. Termina al confine tra Brasile e Guiana, dove viene ridenominata corrente della Guiana. Si tratta essenzialmente di una corrente di acqua salina, ma favorisce anche il trasporto verso nord di acqua dolce proveniente dal Rio delle Amazzoni.

## Caratteristiche
La corrente inizia attorno 10°S e 31°W, dove la suddivisione della Corrente Equatoriale Sud appare evidente. La suddivisione è forzata dove inizia la piattaforma continentale e avviene in modo abbastanza brusco. Qui la corrente raggiunge rapidamente una portata di 21-23 Sv. Attorno a 5°S, si mescola con il ramo settentrionale della Corrente Equatoriale Sud e aumenta il suo volume fino a 37 Sv, con il picco massimo tra i 100 e 200 m di profondità. Qui la corrente raggiunge la sua estensione massima di circa 300 km. La corrente continua poi fino a 7°N e 52°W, dove diventa la corrente della Guiana.